# Mitsubishi Sigma
Mitsubishi Sigma to nazwa kilku samochodów produkowanych przez japońską firmę Mitsubishi Motors w latach 1976 –1996:
- Mitsubishi Galant Σ (Sigma) - wersja sedan modelu Galant z lat 1976–1987.
- Chrysler Sigma produkowany i sprzedawany w Australii w latach 1980–1987.
- Piąta i szósta generacja modelu Galant sprzedawana na rynku USA w latach 1984–1990.
- Eksportowe wersje modelu Diamante z lat 1990–1996.